# Sunrise at Campobello
Sunrise at Campobello ist eine US-amerikanische Filmbiografie über das Leben des US-Präsidenten Franklin D. Roosevelt aus dem Jahr 1960 mit Ralph Bellamy und Greer Garson in den Hauptrollen. Als Vorlage diente ein Theaterstück von Dore Schary, das zuvor mit Erfolg am Broadway gelaufen war.

## Handlung
Im Sommer von 1921 verbringt der aufstrebende US-Politiker Franklin D. Roosevelt mit seiner Frau Eleanor und ihren fünf gemeinsamen Kindern sorgenfreie Monate auf seinem Sommersitz auf Campobello Island. Als er eines Abends zusammen mit Eleanor den Sonnenuntergang genießt, verliert er kurzzeitig die Kontrolle über seine Beine und fällt fast zu Boden. Nachdem ihm beim Zubettgehen ein zweites Mal die Kräfte in den Beinen versagen, untersucht ihn ein Spezialist und diagnostiziert Kinderlähmung. Roosevelt lässt sich jedoch nicht von seinen ehrgeizigen Plänen abbringen und wird dabei von seinem besten Freund und Berater Louis McHenry Howe tatkräftig unterstützt. Seine Mutter Sara wiederum, die kurz darauf auf Campobello Island eintrifft und Howe noch nie leiden konnte, ist überaus besorgt über die physische Verfassung ihres Sohnes und hofft, er werde seine politischen Ambitionen aufgeben und sich damit auch Howes Einfluss entziehen.

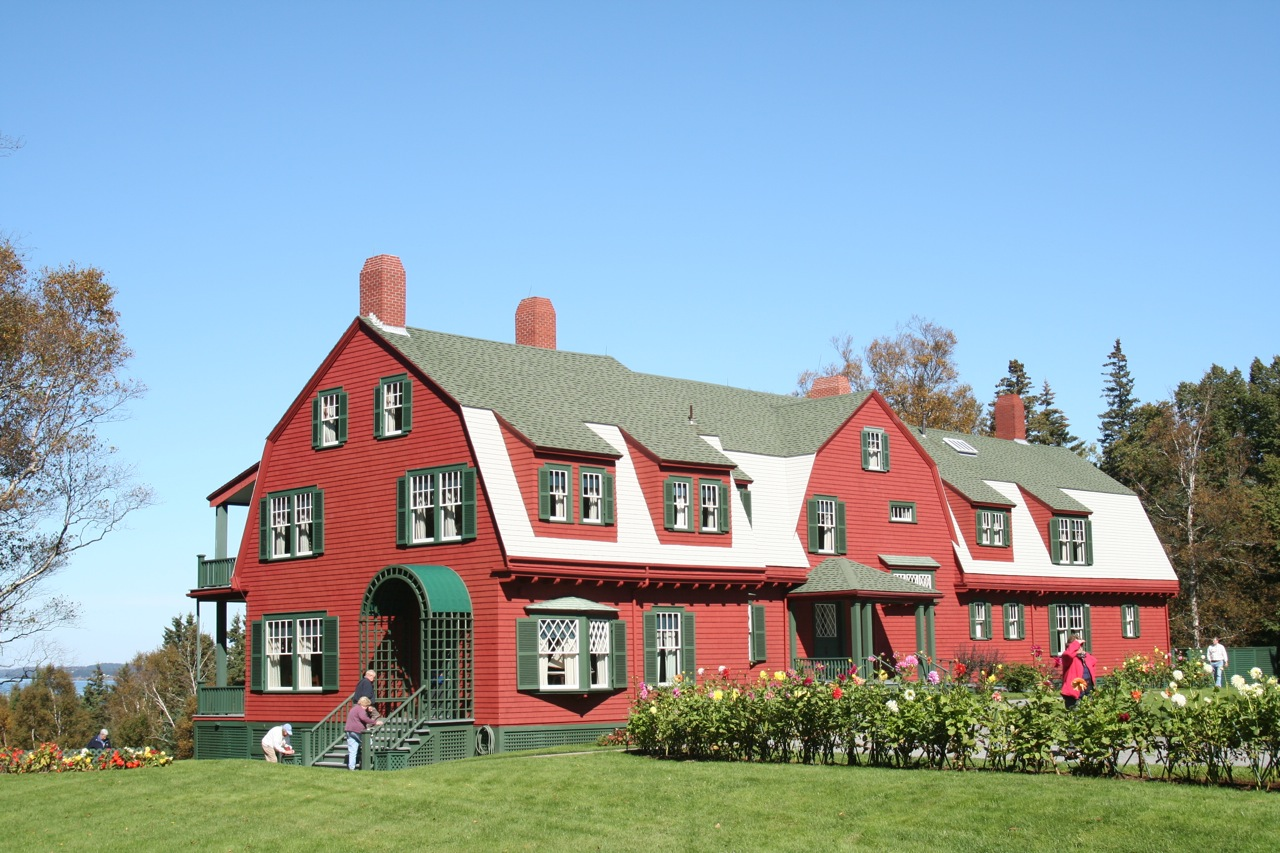
Das Landhaus der Familie Roosevelt auf Campobello Island, ein Schauplatz des Films

Als Roosevelt am Ende des Sommers noch immer bettlägerig ist, wird die Presse neugierig und ringt um Fotos, die seinen geschwächten Zustand belegen. Um Roosevelts Ruf zu schützen, inszeniert Louis ein Täuschungsmanöver für die Abreise nach New York City. Roosevelts Mutter Sara und die Kinder verlassen das Anwesen zuerst, um die Presse wegzulocken, während Roosevelt und Eleanor auf einem anderen Boot und mit einem anderen Wagen zum Zug Richtung New York City gebracht werden. In New York City angekommen, wird Roosevelt für mehrere Monate in ein Krankenhaus eingewiesen. Louis verkündet den Reportern derweil, dass sich sein Schützling bereits auf dem Weg der Besserung befinde. Nach seiner Entlassung aus dem Krankenhaus muss sich Roosevelt Beinschienen anlegen lassen, bis er sich Räder an einen seiner Stühle montiert und andere Dinge erfindet, die ihm den Alltag erleichtern. Er glaubt jedoch weiterhin, eines Tages wieder vollkommen gesund zu werden. Mit Hilfe von Louis und seiner Sekretärin Missy Le Hand hält er den Kontakt zur Öffentlichkeit aufrecht und unterstützt dabei Woodrow Wilsons Bemühungen um Weltfrieden.
Eines Tages berichtet ihm Louis, dass ihn die Demokratische Partei als Kandidat für das Gouverneursamt von New York aufstellen möchte. Louis macht Eleanor in der Folge auch politisch zur rechten Hand ihres Gatten, indem sie dessen geschriebene Reden der Öffentlichkeit vorträgt. Im Juli 1923 verbringen die Roosevelts den Sommer in Hyde Park. Roosevelt ist zwar noch immer unfähig zu laufen, fühlt sich physisch aber schon viel besser. Nach ihrer Rückkehr nach New York City gewinnt auch Eleanor als Sprachrohr ihres Mannes immer mehr Selbstbewusstsein, während dieser mehr denn je entschlossen ist, sich des Rollstuhls zu entledigen und auf Krücken zu gehen. Bei einer Versammlung der Demokratischen Partei im Madison Square Garden soll er schließlich eine große Rede halten. Dafür muss er es jedoch schaffen, etwa 45 Minuten stehen zu können. Gemeinsam mit Louis übt er das eigenständige Laufen und probt den Auftritt bis ins kleinste Detail. Am Abend der Versammlung wird er in seinem Rollstuhl in den Saal geschoben und geht die letzten zehn Meter mit seinen Krücken. Als er das Podium erreicht, jubelt ihm die Menge zu und sein politischer Aufstieg beginnt, der ihn 1933 bis in das US-amerikanische Präsidentenamt führen wird.

## Hintergrund

Ralph Bellamy und Greer Garson (rechts) mit Eleanor Roosevelt während der Dreharbeiten

Sunrise at Campobello ist die Verfilmung von Dore Scharys gleichnamigem Bühnenstück, in dem Ralph Bellamy als Franklin D. Roosevelt bereits am Broadway aufgetreten war und wofür er 1958 einen Tony Award erhalten hatte. Schary verkaufte die Filmrechte für 500.000 Dollar an Warner Brothers unter der Bedingung, dass er sowohl als Co-Produzent als auch als Drehbuchautor am Projekt beteiligt sein würde. Als Studiochef Jack L. Warner Marlon Brando für die Hauptrolle vorsah, bestand Schary auf Bellamy und setzte sich letztlich durch. Als bekannt wurde, dass Greer Garson die Rolle der Eleanor Roosevelt spielen sollte, schätzte man sie in Hollywood als Fehlbesetzung ein, da man sich darüber einig war, dass Garson keinerlei Ähnlichkeit mit der Präsidentengattin besaß. Mit Hilfe von Make-up und falschen Zähnen überzeugte Garson in ihrer Rolle die Kritiker schließlich doch und erhielt für ihre Leistung eine Oscar-Nominierung und einen Golden Globe.
Gedreht wurde der Film an Originalschauplätzen in Hyde Park, im Bundesstaat New York sowie auf Campobello Island in New Brunswick, Kanada, wo die Roosevelts zwei von mehreren Wohnsitzen besaßen.

## Kritiken
Variety attestierte Ralph Bellamy „eine brillante Darstellung Roosevelts“. Der Film habe auch Greer Garson „die erstklassige Gelegenheit“ geboten, sich von einer neuen Seite zu zeigen. Als Eleanor Roosevelt habe sie „eine tief bewegende, vielschichtige Charakterzeichnung“ abgeliefert. Angesichts des „nüchternen Themas“ beweise Sunrise at Campobello „erstaunlich viel Humor“; „einen großen Anteil“ daran habe Cronyn. Auch trage Franz Waxmans Musik „maßgeblich“ zum Film bei, „vor allem in der Versammlungsszene“.
Bosley Crowther von der New York Times fand Bellamys Darstellung Roosevelts „genauso stark, voll von Gefühl und charakteristischen Gesten, wie Bellamy sie auf der Bühne gezeigt hat“. Die Nahaufnahmen von Greer Garson, „die die Rolle der Eleanor Roosevelt so lieblich, aber auch mit Bestimmtheit und Humor spielt“, seien eher „unglücklich“. Die „falschen hervorstehenden Zähne“, mit denen sie ausgestattet wurde, „lassen sie komisch aussehen, sobald die Kamera nah an sie heranfährt“. Auch Hume Cronyn habe eine „brillante Vorstellung“ in dieser „gutgemachten, bewegenden Filmbiografie“ gezeigt. Michael Betzold vom All Movie Guide befand, dass Greer Garson „eine unvergessliche, würdevolle Darstellung der Eleanor Roosevelt“ gelungen sei.

## Auszeichnungen
Bei der Oscarverleihung 1961 war Sunrise at Campobello in den vier Kategorien Beste Hauptdarstellerin (Greer Garson), Bestes Szenenbild (Edward Carrere, George James Hopkins), Bestes Kostümdesign (Marjorie Best) und Bester Ton (George Groves) für den Oscar nominiert, ging am Ende jedoch leer aus. Des Weiteren war die Filmbiografie in der Kategorie Bester Film für den Golden Globe nominiert, den Greer Garson als beste Hauptdarstellerin gewann. Garson wurde zudem mit dem Preis des National Board of Review ebenfalls in der Kategorie Beste Hauptdarstellerin ausgezeichnet. Regisseur Vincent J. Donehue erhielt eine Nominierung für den Directors Guild of America Award und eine weitere beim Internationalen Filmfestival von Moskau.